# Yamanobe
Yamanobe (山辺町, Yamanobe-machi) est un bourg du district de Higashimurayama (préfecture de Yamagata), dans le nord de l'île de Honshū, au Japon.

## Géographie

### Démographie
En 2011, la population de Yamanobe s'élevait à 15 104 habitants répartis sur une superficie de 61,36 km2 (densité de population de 246 hab./km2).